# Голіад (округ, Техас)
Шаблон:StateAbbr_ 28°39′ пн. ш. 97°26′ зх. д. / 28.65° пн. ш. 97.43° зх. д.
Округ  Ґоліад (англ. Goliad County) — округ (графство) у штаті  Техас, США. Ідентифікатор округу 48175.

## Історія
Округ утворений 1836 року.

## Демографія
За даними перепису 2000 року загальне населення округу становило 6928 осіб, усе сільське. Серед мешканців округу чоловіків було 3445, а жінок — 3483. В окрузі було 2644 домогосподарства, 1975 родин, які мешкали в 3426 будинках. Середній розмір родини становив 3,02.
Віковий розподіл населення поданий у таблиці:
| Стать    | До 15 років | 15-21 | 22-29 | 30-39 | 40-49 | 50-65 | 65-85 | Понад 85 |
| -------- | ----------- | ----- | ----- | ----- | ----- | ----- | ----- | -------- |
| Чоловіки | 741         | 372   | 214   | 441   | 538   | 586   | 495   | 58       |
| Жінки    | 669         | 303   | 245   | 461   | 536   | 611   | 564   | 94       |

## Суміжні округи
- Девітт — північ
- Вікторія — північний схід
- Рефухіо — південний схід
- Бі — південний захід
- Карнс — північний захід